# NGC 7442
NGC 7442 (другие обозначения — PGC 70183, UGC 12286, MCG 2-58-45, ZWG 430.42, IRAS22569+1516) — спиральная галактика (Sc) в созвездии Пегас.
Этот объект входит в число перечисленных в оригинальной редакции «Нового общего каталога».